# 刘兴亮
刘兴亮（1960年—），山东青州人，汉族，中华人民共和国政治人物、第十一届全国人民代表大会山东地区代表。
毕业于天津大学工商管理专业，是中共党员。担任中国铝业山东分公司总经理。2008年起担任全国人大代表。